# Hempholme
Hempholme är en by i civil parish Brandesburton, i distriktet East Riding of Yorkshire, i grevskapet East Riding of Yorkshire, i England. Byn är belägen 12 km från Beverley. Hempholme var en civil parish från 1866 till 1935 då den blev en del av Brandesburton. Civil parish hade 69 invånare år 1931.